# ライフカード
ライフカード株式会社（LIFE CARD CO., LTD.）は、2011年7月1日まで存在した株式会社ライフ（同日付でアイフルに吸収合併、旧ライフ）の子会社として設立され、同日付で同社の一部事業を承継しクレジットカード「ライフカード」事業を展開するクレジットカード会社である。アイフルの完全子会社である。

## 概要
2009年にそれまでのグレーゾーン金利で融資したキャッシング・ローン債権の過払い金返還に対する負担から事業再生ADRを申請し認可された、株式会社ライフ（旧ライフ）と親会社のアイフルは、両者（アイフルグループ）間で事業再編を実施し、旧ライフが2011年4月1日付けで設立した子会社・ライフカード株式会社（新ライフ）にクレジットカード事業と正常債権を吸収分割方式で移管し、「ライフ プレイカード」に係る消費者金融事業・管理債権（延滞債権など）が残った旧ライフを親会社のアイフルが吸収合併することを2010年12月に発表した。その後、業績への影響を見極めるため3か月遅らせる事になり、2011年7月1日付けで当初予定通り再編が実施され、クレジットカード事業はライフカード株式会社へ移管された。
なお、改正貸金業法の完全施行下の消費者金融業界を特集した『週刊ダイヤモンド』2010年7月31日号内の記事において、ADRの一環で会社分割後の新ライフを他社へ売却する方向という内容の記述が見受けられたが、別資本への売却は現状発表されていない。

## クレジットカード
「ライフカード」ブランドのクレジットカードを発行する。提携国際ブランドはVISA（当初は国際カードビジネス協会、後にすみしんライフカードのライセンスで発行していたが、現在は直接ライセンス取得）、MasterCard（直接加盟）、JCB（ジェーシービーとの加盟店開放契約）の三種類。クレジットカード加盟店開拓業務は旧ライフ時代に住友信託銀行と合弁で設立した「すみしんライフカード株式会社」が担当している。
2011年6月30日から日本初のVisaバーチャルプリペイドカード（プリペイド式のVisaバーチャルカード）である「Vプリカ」の取り扱いを開始した。

### 電子マネーの取り組み
既にトッピングカードに前払い式電子マネー「Edy」の機能を取り込んでいる（「トッピングEdyカード」）が、2007年8月27日にNTTドコモと後払い式電子マネー「iD」を共同で推進していくことで合意し、2008年1月30日から利用開始。

## 株式会社ライフ（旧社）
2011年7月1日まで存在した株式会社ライフ（LIFE Co.,Ltd. 旧ライフ）は、発祥の地広島市で創業したクーポン（割賦）販売の協同組合組織がルーツであり、1970年代には中堅信販会社として成長し、株式上場を果たした。その後、バブル期以降に不動産を中心とした法人向け融資を積極的に行った事が仇となり、1998年度決算で貸倒引当金の積み増しや有価証券の評価損を計上した事が要因で20億円近くの当期損失を計上。さらに日本長期信用銀行（現在のSBI新生銀行）が破綻し、瑕疵担保条項の関係もあり資金繰りが難しくなった。1999年に、既にレイクを買収していた米国・GEキャピタルとの資本提携を発表したが、債権資産が劣化し、1999年度決算で1,000億円近くの債務超過に陥る事が判明したため、2000年5月に会社更生法の適用を申請した。負債総額は9,663億円。倒産直前の2000年3月に広島証券取引所と東京証券取引所の合併により上場銘柄が東京証券取引所に移管されたため、一時期は東証1部上場企業であった。
倒産後はGEなど三十数社がスポンサーとして手を挙げたが、2001年4月にアイフル傘下となった。

### アイフル傘下入り後
ライフはアイフルの与信基準が導入され、ローンカード「ライフ プレイカード」専業の『ライフキャッシュプラザ』店舗を展開し、キャッシング事業に重点を置く営業政策を実施。営業収益（売上高）の70%をプレイカードやライフカードによるキャッシング等の融資部門で占めていた。同業他社に比べキャッシングによる収益比率が高かった。ライフキャッシュプラザとは別に、ライフカード入会やプレイガイド販売・携帯電話販売等を行う「ライフカード店」が全国の主要駅前に展開していた。
2007年1月20日、貸金業法改正を見据えた「事業体制の変革に関するお知らせ」を発表し、同年3月末までに支店の統廃合（51支店→11支店）および従業員を約650名削減する人員整理を行った。2008年には「キャッシュプラザ」もすべて閉鎖している。2009年9月24日、親会社であるアイフルとともに事業再生ADRを申請。それにともないほとんどのライフカード店を閉鎖し、提携カードもほぼ廃止という大胆なリストラに着手した。現在のところ確認できる提携カードは洋服の青山及び東日本銀行及び住信SBIネット銀行程度である。
#概要で前述の通り、2011年7月1日付けでアイフルグループの再編が実施され、クレジットカードを中心とした事業のみライフカード株式会社へ吸収分割した後にライフはアイフルに吸収合併され消滅した。

### ローンカード
ローン専用カードとしてカード有効期限がない「プレイカード」を小型店舗の『ライフ キャッシュプラザ』やインターネットサイト上にてスピード審査のうえ即時発行していた。ライフ キャッシュプラザは消費者金融専業会社の支店窓口と同程度のもので、サラ金ビルを中心に多店舗展開した。
2008年前半頃までグレーゾーン金利の上限利率で融資していたため、引き下げ後および2010年からの総量規制導入後は利息収入が減少したばかりか、多額の過払い金返還引当金を計上することになり急速に収益が悪化した。
店舗には自社ATM（オムロン製）を設置していた他、各銀行・消費者金融会社やクレジットカード会社と提携し、提携各社のATMでプレイカードやライフカードによる借入や返済ができるようになっていた。
2011年3月23日付けで取り扱いを終了し、残債務がある会員は7月よりライフの吸収合併先であるアイフルへ承継された。

### かつてあった本社・支社・コールセンター
- 旧本社：東京都千代田区有楽町1-2-2 東宝日比谷ビル6～9F
- 東日本管理センター：東京都多摩市永山2-1-9
- 大阪支社：大阪市西区新町3-1-31 新町レナウンビル5F
- 大阪コールセンター：大阪市淀川区西宮原1-8-29 テラサキ第2ビル9F

## 沿革

### 株式会社ライフ
- 1952年 - 広島県広島市周辺の小売業者を中心にクーポン券を用いた割賦斡旋目的を行う法人格なき任意組織として「全職域指定店会」を結成（この時点を創業としている）。拠点は広島市八丁堀。
- 1953年 - 協同組合組織を設立（広島職域指定店協同組合）。
- 1955年 - 広島職域指定店協同組合は広島全職域指定店協同組合に名称変更。
- 1961年 - 広島全職域指定店協同組合は広島職域クーポン協同組合に名称変更。
- 1961年 - 広島職域クーポン協同組合会員への融資を目的として「株式会社職域互助会」を設立、同組合と業務提携。
- 1963年 - 株式会社職域互助会は「東洋信販株式会社」に商号変更。
- 1967年 - 東洋信販株式会社は「株式会社チケットひろしま」に商号変更。広島職域クーポン協同組合は協同組合チケットひろしまに名称変更。
- 1973年 - 株式会社チケットひろしまが、協同組合チケットひろしまのすべての営業について営業譲渡を受ける。
- 1976年 - 株式会社チケットひろしまが（旧）「株式会社ライフ」に商号変更し、ライフカードを発行。
- 1977年 - 休眠会社の平和紙業株式会社が、（旧）株式会社ライフを吸収合併し、現商号（株式会社ライフ）に変更（いわゆる株式額面変更目的の合併）。
- 1978年 - 広島証券取引所に上場。
- 1979年 - 大阪証券取引所に上場。
- 1988年 - CI導入[10]。当時のCIはLのモールス符号"・－・・"をモチーフにしており、サウンドロゴもモールス符号であった。
- 2000年 - 広島証券取引所の廃止に伴い東京証券取引所第1部に上場。会社更生法の適用を受けて倒産後、8月に上場廃止。
- 2001年 - アイフルの完全子会社となる。
- 2002年 - 本店を神奈川県横浜市青葉区（ライフE.D.A）に移転。
- 2003年 - ロゴタイプを一新。
- 2004年 - 住友信託銀行とすみしんライフカードを設立。
- 2007年 - リストラを開始。支店、従業員の削減に着手。
- 2009年
  - 9月 - 親会社のアイフルとともに事業再生ADRを申請。
  - 12月 - 直営店舗「ライフカード店」を2店舗のみ残して閉鎖[11]。
- 2010年
  - 8月 - 残っていたライフカード店2店舗を閉鎖[12]。

### ライフカード株式会社
- 2010年7月29日 - 株式会社ライフの子会社としてライフカード株式会社を設立。
- 2011年7月1日 - 信販事業・保証事業等について会社分割を行い、子会社のライフカード株式会社が承継。同時にアイフルへ吸収合併され、株式会社ライフは解散。
- 2022年4月1日 - すみしんライフカードを吸収合併[13]。
- 2024年12月2日 - Internet Watch Foundation（英語版）への加盟を発表[14]。

## 加盟する信用情報機関
顧客の信用審査を行う為に以下の信用情報機関に加盟している。
- 株式会社シー・アイ・シー（CIC）
- 株式会社日本信用情報機構（JICC）

## 広報活動
- 2023年1月、「Life CARD 僕ら以上の僕ら。」をキャッチコピーとし、メインキャラクターとしてあのを起用。デザインは佐野研二郎が手掛ける。後述するオダギリジョー出演のCMシリーズ「カードの切り方が人生だ」以来、16年ぶりのテレビCMとなる。クレジットカード他社に比べて、テレビCMを積極的に出稿することがない。

株式会社ライフ 時代
- 1982年ごろ、俳優の藤岡重慶と庄司永建がドラマ『西部警察』で出演した役と同様のキャラクターで共演したCMがあった。
- 2004年からタレントのオダギリジョーをイメージキャラクターに起用したWeb連動型広告『カードの切り方が人生だ』（CM演出は高田雅博）で話題を呼び、カード会員を大きく増やすことに成功したが、2008年4月から2010年6月までCM出稿を停止していた[注 2]。
- 2005年から2009年までライフカードレディスゴルフトーナメントをメインスポンサーとして主催していた。また、2003年から2009年までJリーグ・サンフレッチェ広島の公式戦ユニフォーム（背中）スポンサーを務めていた。
- 過去にテレビ朝日系列の『あたしンち』の番組スポンサーを担当、CMのイメージキャラクターにもなっていたほか、カード表面にキャラクターをあしらった「あたしンちカード」も発行されていた。
- 1989年頃からフジテレビの連続ドラマ枠『木曜劇場』にスポンサーとして付いていた。その後エースコックに交代。2001年春の改編でユニ・チャームと交代で復帰、その後降板。